# 奥豪森
奥豪森是德国巴伐利亚州的一个市镇。总面积15.55平方公里，总人口1031人，其中男性541人，女性490人（2011年12月31日），人口密度66人/平方公里。